# Terror Tales of the Park
Terror Tales of the Park (Cuentos de Terror del Parque en Hispanoamérica y España) es un especial que es el cuarto y quinto episodio de la tercera temporada de Regular Show. Es el episodio número 44 y 45 de la serie, en general. El especial trata de que Papaleta, Musculoso, y Rigby cuentan historias de terror. Es el primer especial de Halloween y el primer especial de media hora de Regular Show. Se estrenó el 10 de octubre del 2011 en Estados Unidos.
El éxito del especial, dio origen a cuatro secuelas, cuales fueron "Terror Tales of the Park II" (Temporada 4, 2012), "Terror Tales of the Park III" (Temporada 5, 2013), "Terror Tales of the Park IV" (Temporada 6, 2014), y "Terror Tales of the Park V" (Temporada 7, 2015).

## Sinopsis
Los trabajadores del Parque empiezan a contar historias de Halloween:

### Creepy Doll (por Papaleta Maellard)
Mientras Mordecai y Rigby ayudan a Papaleta a ordenar su cuarto, encuentran a un muñeco llamado Percy, con el que Papaleta jugaba en su niñez. Ellos le recomiendan botarlo a la basura, pero Papaleta no lo bota, porque a Percy le gusta pintar su cara. Al día siguiente, el dúo descubre que Papaleta no ha botado a Percy, así que lo botan por él.
Más tarde descubren que Papaleta lo sacó de la basura y está jugando al té con Percy, pero Percy resulta ser un muñeco vivo, cual le avienta el té a Papaleta y le pide un plumón para pintar su cara. Mordecai y Rigby entran en acción, y Percy huya al sótano. Una vez en el sótano, Percy noquea al dúo, y le pide a Papaleta un plumón para pintar en su cara, pero Papaleta se niega, y Percy decide acabar con él, pero Papaleta lo patea y hace que caiga en la caldera, haciéndolo fallecer lentamente, consumiéndose en llamas ardientes.

### Intermedio 1
Musculoso y Fantasmano se aburren, y Musculoso decide contar su historia:

### Death Metal Crash Pit (por Mitch "Musculoso" Sorrenstein)
Durante una neblina en el Parque, Musculoso y Fantasmano descubren un remolque abandonado, y deciden arrojarlo a la Fosa de los Autos. Para ello, llaman a Scottie, quien se encarga de recoger gente. Sin embargo, son capturados por Golpe Huesudo, una fallecida banda de rock, dueña del remolque, por lo cual los secuestran, los encierran en el remolque, y empiezan montar un desastroso concierto al lado de la Fosa de los Autos.
Debido a que no puede salir del remolque, Musculoso utiliza un ladrillo para apretar el acelerador, y así el remolque cae a la Fosa de los Autos, matando a Scottie, al público, a Golpe Huesudo, y a Musculoso.

### Intermedio 2
Rigby le dice a Musculoso que su historia no dio miedo, por lo cual empieza a contar su propia historia de terror:

### In the House (contada por Rigbone "Rigby")
Durante la noche de Halloween, Mordecai se disfraza de papá (con cinco hijos de mentira disfrazados de fantasmas) y Rigby se disfraza de ladrón. Tras estafar a una mujer, como no ha conseguido muchos dulces, Rigby decide pedir en una casa abandonada, pero al no recibir respuesta, decide tirarle huevos a la casa, aprovechando que el policía que les había dicho que no lo hiciera se había ido. De la casa, sale un Mago Espeluznante, y furioso, le quita un pelo a Rigby, y lo maldice mientras ría diabólicamente.
Al día siguiente, Rigby se convierte en casa, por lo cual Mordecai va a la Casa del Mago a pedirle disculpas, pero un gato lo asusta. Benson habla con el Mago por teléfono, pero no tiene éxito, así que deciden defender a Rigby por dentro y evitar que el Mago Espeluznante le haga daño. Por la noche, Musculoso es desollado vivo, Fantasmano es absorbido por el teléfono y expulsado como líquido fantasmagórico, Benson es ahogado en el inodoro, Papaleta es encerrado en un closet y enviado a otra dimensión, Skips es quemado vivo en la chimenea, y Mordecai es decapitado. Llega el Mago, y empieza a tirarle huevos a Rigby, solo para ahogarlo con yema y clara de huevo gigante.

### Final
Musculoso dice que su historia fue aburrida, y Rigby revela ser el Mago Espeluznante, asustando a todos, y deseándole un "¡FELIZ HALLOWEEN!, rompiendo la cuarta pared.

## Reparto de Voces
- J. G. Quintel - Mordecai, Fantasmano
- William Salyers - Rigbone "Rigby", Percy, Scottie
- Sam Marin - Benson Dunwoody, Papaleta Maellard, Mitch "Musculoso" Sorrenstein, Nigel
- Mark Hamill - Skips Quippenger, Mago Espeluznante
- Robin Atkin Downes - Harold
- Julian Holloway - Archie
- Steve Blum - Oficial de Policía